# Confide in me (canción)
Confide in me ("Confía en mí") es una canción pop - dance producida por los Brothers In Rhythm para la cantante australiana Kylie Minogue, y publicada el 29 de agosto de 1994.

## Información de la canción
La canción fue grabada en 1994 como parte de las nuevas sesiones, en Londres, Inglaterra. Compuesta por Dave Seaman, Steve Anderson y Owain Barton, la canción fue lanzada como el primer sencillo del álbum, y tuvo muy buena recepción de la crítica cuando se publicó como el primer sencillo de su quinto álbum, Kylie Minogue. También sirvió para promocionar el álbum. En 2004, Simply Vinil relanzó la canción en disco de vinilo en su etiqueta S12 para celebrar el décimo aniversario del lanzamiento.
La canción tuvo el puesto N.º 1 de las Listas de sencillos de ARIA, donde estuvo cinco semanas en el puesto, y el puesto N.º 2 de los UK Albums Chart de Reino Unido. La canción, rápidamente se convirtió en un éxito de discoteca en los Estados Unidos, y llegó al puesto N.º 39 de la lista de Hot Dance Club Play de Billboard. La canción ganó 3 premios del ARIA Music Awards en las categorías de Sencillo Australiano Mejor Vendido, Mejor Video y Mejor Canción de Danza de Australia. También quedó en el séptimo puesto a la nominación por Mejor Sencillo y en tercer lugar por Mejor Video de los Smash Hits Awards.

## Video musical
El video de Confide in me se filmó en julio de 1994, en Los Ángeles, Estados Unidos. El video fue dirigido por Paul Boyd. El video trata de un comercial para un servicio de llamadas télefonicas, donde Minogue posa para la cámara haciendo un llamado a la gente a confiar en ella. En la secuencia inicial, aparece la imagen de una huella de mano plateada en un borde redondo. Bajo el símbolo, aparece la frase TOUCH THE SCREEN, en español, TOCA LA PANTALLA. También aparece el número de teléfono 1-555-CONFIDE, la frase WILL YOU CONFIDE? (¿CONFIARÁS? en español), y preguntas en 5 idiomas: español, italiano, inglés, alemán y francés.
En el resto del video, aparece vestida en 6 disfraces para cada escenario. Aparece vestida en un traje corto de soldado y pelo tomado, delante de un muro rosado con un tallado del símbolo hippie en la misma tela de su traje. En un escenario con un muralla blanca de manchas rojas, aparece con el pelo crespo y un traje negro. En otro escenario, en una muralla naranja con un arcoíris, aparece con pelo corto y liso, y un pijama azul. En el escenario de fondo verde con una pastilla que dice CALL ME (LLÁMAME en español), aparece Minogue con pijama roja, con dos colas en el pelo. En el escenario de fondo amarillo con las pastillas, aparece con el pelo rizado, un collar de púas, y un buzo morado. En el último escenario aparece vestida con una chaqueta de pelaje amarilla, y unos pantalones cortos rojos. Aquí aparece delante de un escenario blanco, con un huevo al fondo y con un corte de pelo especial.
El video fue un éxito rotundo que quedó en 1.º lugar en la Cuenta Atrás de Top 20 de Dial MTV, y puesto N.º 16 en la lista de Top 20 de MTV Europa.

## Lados B
Para la versión comercial del sencillo, se grabaron 2 canciones. Nothing can stop us, escrita por Bob Stanley y Pete Wiggs, y producida por Saint Etienne, es el primer lado B del sencillo. La canción fue lanzada como promo en Reino Unido, al considerarse que sería el primer sencillo del álbum. Lo más importante a destacar es que en ambos sencillos, la canción lanzada es el 7" Mix, y la versión original de 1993 se mantiene inédita.
If you don't love me, un cover de la canción de 1992 del grupo Prefab Sprout, producida por Paddy MacAloon y Steve Anderson, es el tercer lado B del sencillo, que fue incluido en su compilación del 2000, Hits+
De la misma forma, en Australia, se lanzó una edición limitada que incluye la versión del álbum, también conocida como el Fire island Mix de Where has the love gone?. Este es el único lado B de una de las ediciones del sencillo en ser parte de la lista original de canciones del álbum. La versión original, de 9:24, se mantuvo inédita hasta el 2007, donde fue lanzada en Confide In Me: The Irresistible Kylie.

## Formatos y pistas del sencillo

### Ediciones del sencillo
- CD single internacional:
  - 1. Confide in me – 5:51
  - 2. Confide in me (The Truth Mix) – 6:46
  - 3. Confide in me (Brothers In Rhythm Mix) – 10:27

- Sencillo de casete:
  - 1. Confide in me (Radio Edit) – 4:27
  - 2. Confide in me (The Truth Mix) – 6:46

- Edición comercial de CD single australiano:
  - 1. Confide in me - 5:51
  - 2. Nothing can stop us - 4:06
  - 3. If you don't love me - 2:12

- Edición especial de Deconstruction Records:
  - 1. Confide in me (Radio Edit) - 4:24
  - 2. Confide in me - 5:51
  - 3. Confide in me (Brothers In Rhythm Mix) - 10:27
  - 4. Confide in me (The Truth Mix) - 6:46

- Edición limitada de CD single australiano:
  - 1. Confide in me – 5:51
  - 2. Confide in me (Brothers In Rhythm Mix) – 10:27
  - 3. Confide in me (The Truth Mix) – 6:46
  - 4. Where has the love gone? (Fire Island Mix / Album Version) – 7:46
  - 5. Where has the love gone? (Roach Motel Mix) – 8:05

### Remixes oficiales
- 1. Fie-toi à moi - 5:51
- 2. Confide in me (In The Confessional Dub) – 6:38
- 3. Confide in me (Damien's Confession Mix) – 7:21
- 4. Confide in me (Bass Change Mix / Phillip Damien Mix) – 6:25
- 5. Confide in me (Bass Change Dub / Convibe In Me Dub) – 8:04
- 6. Confide in me (Justin Warfield Mix) – 5:26

## Posiciones en listas musicales
| Lista                               | Posición |
| ----------------------------------- | -------- |
| Lista de sencillos de Australia     | 1        |
| Lista de sencillos de Croacia       | 1        |
| Lista de sencillos de Finlandia     | 1        |
| Lista de sencillos de Grecia        | 1        |
| Lista de sencillos de Israel        | 1        |
| Lista de sencillos de Líbano        | 1        |
| Lista de sencillos de Lituania      | 1        |
| Lista de sencillos de Sudáfrica     | 1        |
| Lista de sencillos de Turquía       | 1        |
| UK Singles Chart                    | 1        |
| Lista Oricon de sencillos en Japón  | 5        |
| Lista de sencillos de Eslovenia     | 7        |
| Eurochart Hot 100                   | 9        |
| Lista de sencillos de Macedonia     | 9        |
| Lista de sencillos de Francia       | 10       |
| Lista de sencillos de Suecia        | 10       |
| Lista de sencillos de Irlanda       | 12       |
| Lista de sencillos de Nueva Zelanda | 12       |
| Lista de sencillos en Suiza         | 20       |
| Lista de sencillos de Países Bajos  | 38       |
| Billboard Hot Dance Club Play       | 39       |
| Lista de sencillos de Alemania      | 50       |

- Datos: Q247329